# ランドマクナリー
ランドマクナリー（Rand McNally）は、アメリカ合衆国の地図専門出版社。旅行用、参考資料用、商用、教育用など、様々な目的に沿った地図、地図帳、教科書、地球儀などを扱っている。さらに、オンラインでも一般消費者向けの街路地図や案内図、業務用の輸送経路最適化ソフトウェアや距離データなどを提供している。本社は、シカゴ近郊のイリノイ州スコーキーにあるが、カリフォルニア州アーバインにも支社があり、ケンタッキー州リッチモンドには配送センターがある。

## 沿革

### 草創期
1856年、ウィリアム・ランドがシカゴで印刷所を開いた。その2年後、アイルランドからやって来たばかりの移民だったアンドリュー・マクナリーが、この印刷所に雇われた。ランドの印刷所は、『シカゴ・トリビューン』紙の前身にあたる新聞社と大きな取引があり、やがて1859年に、ランドとマクナリーはトリビューン紙全体の印刷を引き受けることになった。1868年に、2人は正式にランドマクナリー社(Rand McNally & Co.)を設立し、トリビューン紙の印刷部門を全面的に買収した。同社は当初、シカゴで急速に拡大を見せていた鉄道事業を相手に、切符や時刻表の印刷に力を注いだが、翌年には詳細な鉄道路線案内を出して、事業をさらに拡張させた。1870年には、事業はさらに拡大してビジネス・ディレクトリーや絵入り新聞『People's Weekly』の印刷が始まった。社内に伝わる伝承によると、1871年のシカゴ大火の際に、ランドマクナリー社は大急ぎで印刷機2台をミシガン湖の砂浜に持ち出して埋め、数日後には事業を再開できたという。
ランドマクナリー社が最初に手がけた地図は、当時の新技術で、経費を節減できたwax-engravingという凸版の手法を用い、1872年12月に登場した鉄道案内図であった。ランドマクナリー社は1873年に株式会社化され、ランドが社長に、マクナリーが副社長に就任した。地図に、商取引の企画に役立つデータを盛り込んだ『Business Atlas』は1876年に初版が発行された。この地図帳は、『Commercial Atlas & Marketing Guide』という名称で、現在も刊行が継続されている。
1877年には、市販書籍部門が創設され、『The Locust Plague in the United States (合衆国のイナゴ禍)』などが刊行された。ランドマクナリー社は、1880年から教育用の地図を出版し始め、最初の地図、地球儀、地理教科書に続いて、世界地図帳が刊行されるようになった。1884年には、『The Secret of Success (成功の秘訣)』という本を1冊目として一般書の出版も始まり、1894年には教科書部門が設立されて『The Rand McNally Primary School Geography (ランドマクナリー版 小学校地理)』が刊行された。同じく1894年には、カレブ・S・ハモンド(Caleb S. Hammond)を代表者にしてニューヨーク市に事務所が設けられた。後にハモンドは、自らの地図会社ハモンド・マップを設立することになった。
ランドマクナリー社の最初の道路地図『New Automobile Road Map of New York City & Vicinity (ニューヨーク市近郊の新自動車道路地図)』は、1904年に刊行された。1910年には、G.S. Chapin から、沿道や交差点の写真が掲載された『Photo-Auto Guides (写真入り自動車ガイド)』シリーズを取得した。アンドリュー・マクナリーの孫で、フレデリック・マクナリーの息子アンドリュー・マクナリー2世は、このシリーズの「シカゴ-ミルウォーキー編」で使う写真を、自分の新婚旅行の途上で撮影した。ランドマクナリー社は出版事業を拡大し続け、『The Real Mother Goose』(1916年)、『Kon-Tiki』(1950年)など、児童書の分野でもベストセラーを出した。

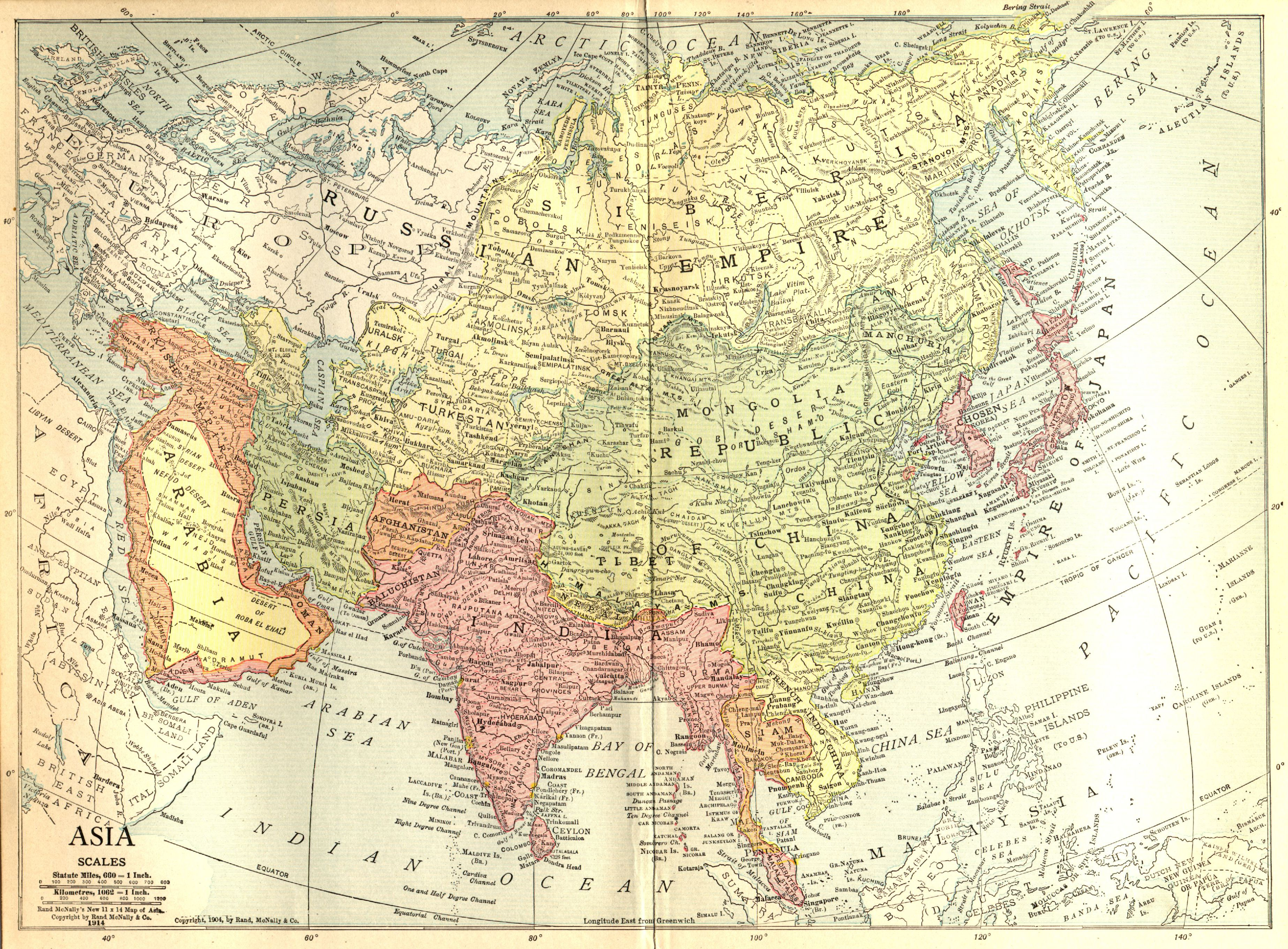
1914年版『The New Student's Reference Work』に付録として付けられたランドマクナリー社製の地図。

ランドマクナリー社は、大手の地図出版社として最初に、道路に番号を付して表示するシステムを取り入れた。同社の地図製作者のひとりだったジョン・ブリンクが、このシステムを最初に編み出し、1917年のイリノイ州ピオリアの地図に用いた。ランドマクナリー社は、道路番号を入れた地図を作製するだけでなく、道路沿いに、自社が付けた道路番号を表示する標識を数多く設置した。このシステムはその後、各州や連邦政府の道路行政当局に採用されるようになった。この頃、石油産業は、アメリカ人に各地を自動車で旅行させて、より多くガソリンを消費してもらおうと、道路地図への関心を急速に広げていた。1920年、ランドマクナリー社は、ガルフ石油の注文に応じて、ガソリンスタンドで無料配布する道路地図を発行し始めた。1930年ころには、ランドマクナリー社には、ジェネラル・ドラフティングとゴーシャの2社が主要な競争相手となっていたが、ゴーシャ社は、ランドマクナリー社の販売部門の代表だった人物が創業した会社であった。1924年に最初に発行された『Rand McNally Auto Chum (ランドマクナリー版 自動車の友)』は、やがて全米を網羅する『Rand McNally Road Atlas (ランドマクナリー版 道路地図帳)』へと発展し、1960年には全面カラー版が発行され、1993年には完全にデジタル化されることになる。

### 近年
初版の編集にあたった地理学者ジョン・ポール・グードの名を冠した『Goode's School Atlas (グード学校地図帳)』は、1923年に最初に発行された。この地図帳は高校や大学における地理教育の標準的な教材となった。後に『Goode's World Atlas (グード世界地図帳)』と改題され、版を重ねている。1937年には、旅行代理店 Rand McNally Travel Store の最初の店舗がニューヨークに登場した。この事業は、1990年代には29店舗のチェーンにまで成長したが、2005年には経費節減のために全面閉鎖に至った。
長らくシカゴにあったランドマクナリー社の本社は、1952年にシカゴ郊外のイリノイ州スコーキーに移転した。1962年にケンタッキー州ヴァーセイルズに、23名の従業員が働く、30万平方フィート（およそ2.8万平方メートル）の書籍工場を設けた。1994年、この工場に世界で初めてコダック社製のコンピュータ自動製版システムが設置された。この工場は、1997年に売却されることになったが、その時点では1,255名の従業員が働く、100万平方フィート（およそ9.3万平方メートル）を超える工場になっていた。
1963年、それまで存在していた地図投影法では、全世界を直感的把握できるような表現ができないと考えたランドマクナリー社は、アーサー・H・ロビンソン(Arthur H. Robinson)博士に新たな投影法の開発を委嘱し、ロビンソン図法を生み出した。この図法は大変評判となり、全世界を表現する図法として広く用いられるようになった。1982年からは、地図作製のデジタル化が始められた。
1989年、ランドマクナリー社は、所有していた膨大な量の地図のコレクションを、ニューベリー図書館に寄贈した。その後、ゴーシャ社を買収して、その所有する地図類を所有することになったランドマクナリー社は、2002年の遅い時期に、旧ゴーシャ社所有の地図類も、ニューベリー図書館に寄贈した。
1980年代、1990年代を通して、一連の企業買収と成長によって、ランドマクナリー社は、4部門の事業グループで、合わせて4,000人を雇用するようになった。1899年以来、ランドマクナリー社の株式を過半は、マクナリー家に所有されていたのだが、マクナリー家は1997年に、同社の経営から離れることを決定した。

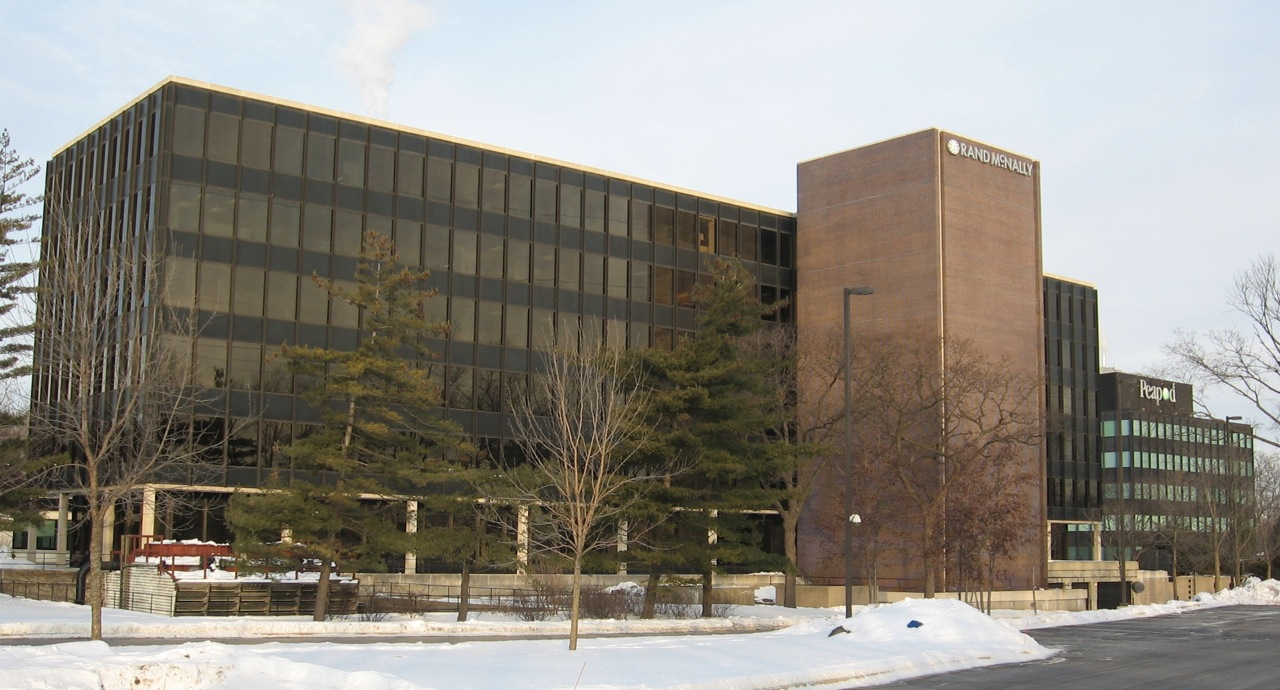
イリノイ州スコーキーの本社。食材宅配のPeapod社の本社も同じ建物に入っている。

## 所有
ランドマクナリー社は、創業以来株式は公開されず、ごく少数の個人や企業が株式を保有し、ほとんど株式売買も行われない、いわゆる「pink sheet」の企業である。1899年にランドが引退したとき、ランドは自らの持ち分をすべてマクナリーや他の役員たちに売却した。マクナリー家は、1899年から1997年までの100年近くにわたって株式の過半を所有していたが、1997年に保有する株式を売却することを決めた。この結果、ランドマクナリー傘下のグループは、バラバラに売却されることになった。1997年1月、ランドマクナリー社は、ケンタッキー州ヴァーセイルズとマサチューセッツ州トーントンで1,700人を雇用していた書籍サービス部門を、World Color Press 社に1億5500万ドルで売却すると発表した。同年2月、テネシー州ナッシュビルに工場を構えて航空券や荷札などを印刷していた DocuSystems Group が、シカゴの投資会社Code Hennessy & Simmons に売却された。さらに同年4月には、ナッシュビルやカリフォルニア州フリーモントのほか、アイルランドのシャノン(Shannon, Ireland)やアジア太平洋地域で350人を雇用していたメディア・サービス部門(Media Services Group)が、スコットランドのソフトウェア会社 McQueen に売却された。
こうした一連の売却の後、残された出版部門はランドマクナリー社の中核である地図製作事業に絞られていた。1997年11月、マクナリー家は株式処分の最終段階として、ランドマクナリー社の過半にあたる株式を、AEA Investors に5億ドルで売却した。こうした売却価格の大部分は、将来の利益を見越して押し上げられたものであった。AEA社は、1990年代末のインターネット・バブルの中で、ランドマクナリー社のブランドによってデジタル地図製作が大々的に広まり、一般投資家の関心を引き寄せることを期待していた。しかし、ランドマクナリー社は、新興のMapQuest社などに技術面で遅れをとり、ランドマクナリー社の負債は拡大した。2003年1月15日、ランドマクナリー社は、事業を継続しながら再建を目指す連邦倒産法第11章の定めによる再生手続きに入り、AEA社の持ち分は Leonard Green & Partners が取得した。2007年12月には、以前から一部の株式を保有していた Patriarch Partners が、Leonard Green や他の株式所有者の株を買収して、ランドマクナリー社の全株を保有するに至った。

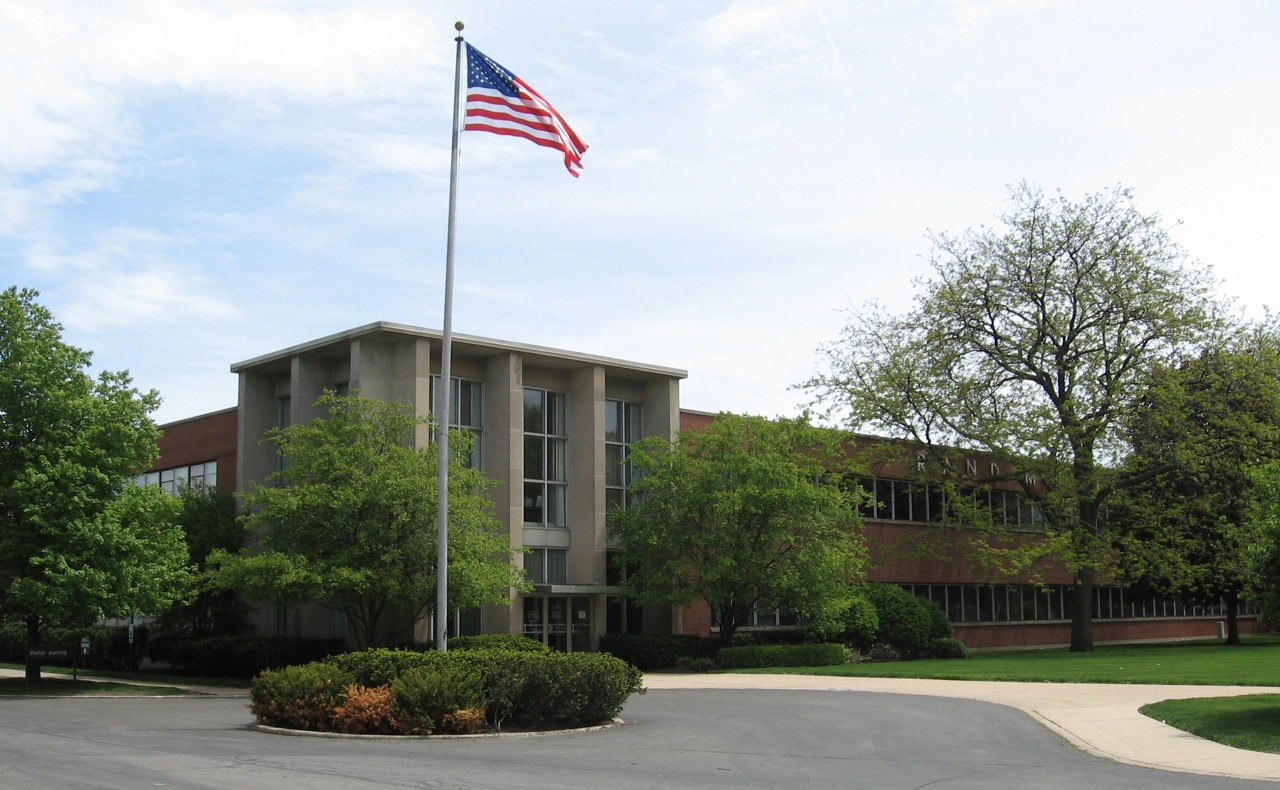
イリノイ州スコーキーの旧本社社屋。この建物は Ida Crown Jewish Academy に売却された。

## 施設
ランドマクナリー社は、創業以来シカゴに本社を置いていたが、1950年代にはシカゴにおける従業員が1,000人を超え、大きな施設が必要になった。1952年、新たに283,008平方フィート（26,292平方メートル）の社屋が、イリノイ州スコーキーの郊外に開設され、事務所、印刷所、出荷・配送部門がひとつ屋根の下に集約された。その後、数十年の間に、印刷所と配送拠点は移転し、老朽化していく社屋は、あまり活用されなくなった。2008年2月、この社屋はIda Crown Jewish Academyに1100万ドルで売却され、およそ200人の従業員は、2009年1月からスコーキーの ショッピングモール Westfield Old Orchard  に近いオフィスへと移った。
カリフォルニア州アーバインの施設は、1997年にThomas Bros. Mapsを吸収合併した際に獲得されたものである。
ランドマクナリー社は、カナダの子会社をオンタリオ州マーカムに置いていたが、2008年6月30日に、新たに創立された Canadian Cartographics Corporation に売却した

## 社長、最高経営責任者
ウィリアム・ランドが印刷所を開業したのは1856年、「ランド・マクナリー会社 (Rand, McNally & Co.)」の正式な設立は1868年のことであった。同社が株式会社化されたのは1873年で、ランドが初代社長となり、マクナリーは副社長となった。1899年にランドが引退すると、アンドリュー・マクナリーは社長職を引き継ぎ、1904年に亡くなるまで社長の座に留まった。アンドリューの息子フレデリック・マクナリーは、父の死後すぐに社長となったが、当時は自動車の時代が始まろうとしている時期だった。フレデリックが1907年に死去した後は、その姉（妹？）の夫ハリー・ビーチ・クロウが社長となった。1933年に、社長はフレデリックの息子アンドリュー・マクナリー2世に交代し、その後はその跡継ぎであるアンドリュー・マクナリー3世、4世へと事業は受け継がれ、1993年までは創業者一族が社長を務めることになった。
1. 1873年 – 1899年: ウィリアム・ランド (William Rand)
2. 1899年 – 1904年: アンドリュー・マクナリー (Andrew McNally)
3. 1904年 – 1907年: フレデリック・マクナリー (Frederick McNally) - アンドリューの息子
4. 1907年 – 1933年: ハリー・ビーチ・クロウ (Harry Beach Clow) - アンドリューの娘婿[22]
5. 1933年 – 1948年: アンドリュー・マクナリー2世 (Andrew McNally II) - アンドリューの孫
6. 1948年 – 1974年: アンドリュー・マクナリー3世 (Andrew McNally III) - アンドリューの曾孫
7. 1974年 – 1993年: アンドリュー・マクナリー4世 (Andrew McNally IV) - アンドリューの玄孫
8. 1993年 – 1997年: ジョン・S・バカラー (John S. Bakalar) - ランドマクナリー社の元CFO[23]
9. 1997年 – 1999年: ヘンリー・J・フェインバーグ (Henry J. Feinberg) - 出版部門 (Rand McNally Publishing Group) の元代表[24]
10. 1999年 – 2000年: リチャード・J・デイヴィス (Richard J. Davis) -  RR Donnelley社や、GeoSystems社（MapQuest社の前身）の元役員[25]
11. 2000年 – 2001年: ノーマン・E・ウェルズ・ジュニア (Norman E. Wells, Jr.) - ランドマクナリー社の元COO[26]
12. 2001年 – 2003年: マイケル・ヒーハー (Michael Hehir) - マグロウヒルグループの元代表[27]
13. 2003年 – 2008年: ロバート・S・アパトフ (Robert S. Apatoff) - オールステート(Allstate)社のマーケティング部門元代表[28][29]
14. 2008年 – 2009年: アンジェイ・ローベル (Andrzej Wrobel) - Patriarch Partners社の IT プラットフィーム経営責任者[20][30]
15. 2009年 – 現在: デイヴ・マスカテル (Dave Muscatel)

## 事業買収
ランドマクナリー社は、長い間に、様々な事業買収をしており、地図業界内の事業を吸収したり、新たな市場に手を伸ばしたりしてきた。
- 1980年 — Transportation Data Management (TDM) — 交通輸送の距離計算や経路決定のソフトウェアのメーカー。その技術は、ランドマクナリー社の商用トラック要の製品に活かされている[31]。

- 1984年 —  Denoyer-Geppert —  学校教育用の地図や地球儀を作成していたが、ランドマクナリー社の教育関連商品部門に吸収された[31]。

- 1988年 — Champion Map — 買収後、フロリダ州デイトナビーチの施設はランドマクナリー社が2001年まで使い続けた。チャンピオン・マップのブランドはいったん消滅したが、2007年以降、一部の小さな市場向けの街路地図のブランドとして 復活した。

- 1992年 — Nicholstone Holdings — 持ち株会社だったが、傘下の子会社(Nicholstone Software Services, Nicholstone Looseleaf, Nicholstone Bindery)はランドマクナリー社の下で Book Services Group に組み込まれ、印刷や製本事業を拡張し、製造、梱包、コンピュータ・ソフトウェアや文書の配送などの機能を高めることになった [32]。

- 1993年 — Allmaps Canada — 買収後、ランドマクナリー社傘下の完全子会社ランドマクナリー・カナダに再編され、さらに2008年にCanadian Cartographics Corporationに売却された。CCC社への売却時の契約に基づき、CCC社はカナダ製の製品を引き続きランドマクナリーのブランドで生産し、合衆国のランドマクナリー社の製品を引き続きカナダ市場で流通させている[21][31]。

- 1996年 — Gousha — ランドマクナリー社にとって長年の競争相手のひとつであったが、4月18日の朝、同社の82名の従業員はテキサス州コンフォート(Comfort)の社屋が突如封鎖され、同社がランドマクナリー社に売却され、すべての業務が停止されたことを告げる告知がテープで扉に貼付けられているのを目の当たりにすることになった[33]。Gousha の商品は、同社の売却によってすべて打ち切りとなった。

- 1998年 — Thomas Bros. Maps — 南カリフォルニア有名な地図出版社で、広域を網羅した『トマス・ガイド (Thomas Guide)』で知られていた[34]。ランドマクナリー社は、合衆国西部の市場向けに、街路地図ではトマスのブランドを 使用し続けている。

- 1999年 — King of the Road — 太平洋岸北西部を拠点とする地方地図出版社、販売社。以前は、上のトマス・ブラザース社と提携していた[35]。キング社名義の出版物は、現在は市販されていない。

- 2004年 — Perly's — カナダオンタリオ州トロント周辺の街路地図メーカー。その後2008年に、ランドマクナリー・カナダの一部として売却された[36]。

## 文化における言及
- ランドマクナリー社は、常に "Rand McNally" という名であったが、しばしば冗談で「ランド・アンド・マクナリー (Rand and McNally)」と言及されることがあった。O・ヘンリーの短編小説『都市通信 (A Municipal Report)』の冒頭部分から："...it is a rash one who will lay his finger on the map and say: 'In this town there can be no romance—what could happen here?' Yes, it is a bold and a rash deed to challenge in one sentence history, romance, and Rand and McNally."

- テレビ・アニメ『ザ・シンプソンズ』の第6シーズン第16話「バート対オーストラリア」では、地球儀のオーストラリアの位置に記されていたランドマクナリー社のロゴを見て、バートが「ランドマクナリー」を大陸の名であると思い込む。リサは、「実際、ランドマクナリーの人たちは足に帽子を被ってるし、ハンバーガーが人間を食べるのだ」などと、バートを真似てからかう。

- テレビ・コメディ『アルフ』では、宇宙人アルフの宇宙船の中で、ウィリーが地図を見つけるが、そこには『Rand McNally Map to Space (ランドマクナリー版 宇宙地図)』と書かれている。

- カナダの子ども向けテレビ番組『Jacob Two-Two』では、父親モーティーが、息子のジェイコブに「Grand McPally」の地図帳を勧める。これは明らかに Rand McNally のパロディである。

- ビング・クロスビーは、とっておきの秘密の釣り場のことを「ランドがマクナリーに教えないようなところ」と言い習わしていた。

- ジェイソン・ムラーズの曲に「Dream Life Of Rand McNally (ランドマクナリーの夢の生活)」という題名のものがあり、アルバム『Live at Java Joe's』（後に『Live and Acoustic』と改題）に収められているほか、海賊版でも聴くことができる。

- アメリカのパンク・ロック・バンド The Dils のドラマーのひとりは、名前を Rand McNally と自称している。

- テレビ・アニメ『さよなら絶望先生』の第2シーズン第2話で、主人公の糸色望（いとしき・のぞむ）が『Rand McNally's Guide to Death (ランドマクナリー版 死への案内)』を読んでいる場面がある[37]。